# Challengerdiepte

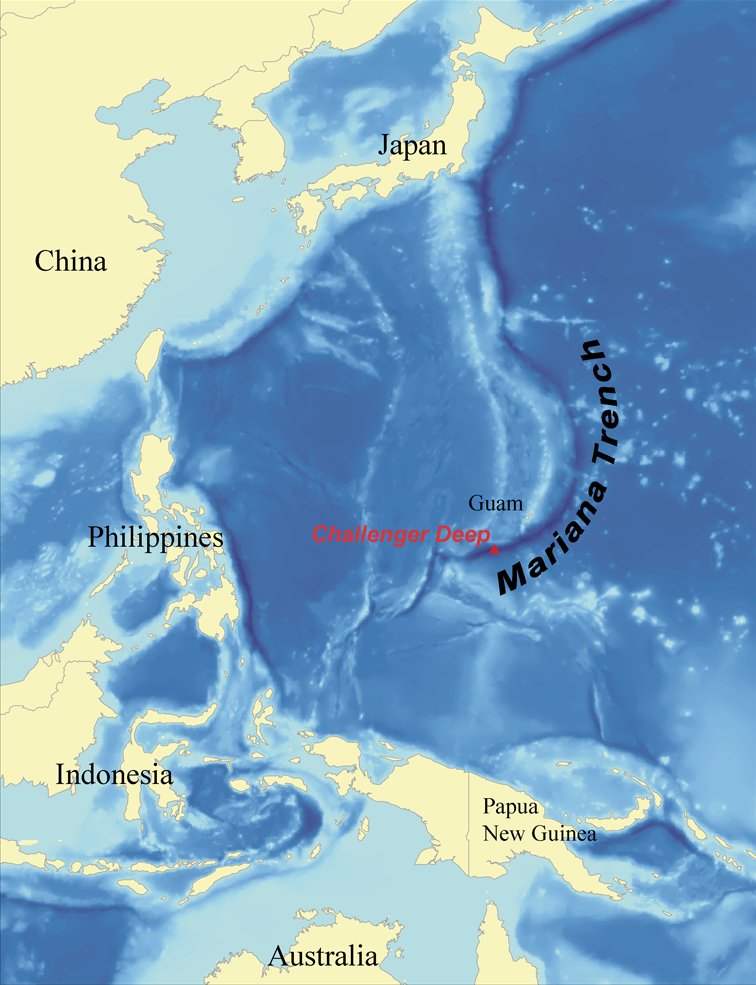
Ligging van Challengerdiepte

De Challengerdiepte in het noordwesten van de Grote Oceaan is het diepste punt van de aarde en onderdeel van de Marianentrog. Het internationale aardrijkskundig woordenboek van de zeebodem (GEBCO Gazetteer of Undersea Feature Names) vermeldt als diepte 10.915 m onder de zeespiegel, met een nauwkeurigheid van ± 10 m.

## Naam
De Challengerdiepte (Engels: Challenger Deep) is in 1951 zo gedoopt door het Britse schip HMS Challenger ter herinnering aan haar voorganger, het onderzoeksschip HMS Challenger. Die eerste Challenger kwam daar tijdens haar wereldwijde expeditie in 1875 in de buurt en peilde met een peillood toen een diepte van meer dan 8.000 m. In 1951 kon echolood worden gebruikt en werd op één plaats 10.900 m diepte gemeten.

## Dieptebepalingen
Er is veel onderzoek gedaan om te achterhalen waar het diepste punt precies ligt en hoe diep dat dan is. Het Russische schip Vitjaz meldde in 1957 een plek waar het 11.034 m diep zou zijn. Een diepte van meer dan 11 km is nooit door andere metingen bevestigd. De eerste robuuste metingen werden in 1959 gedaan door het onderzoeksschip Stranger van het Scripps Institution of Oceanography en kwamen uit op 10.915 ± 10 m. In 1960 daalde de bathyscaaf Trieste af tot de bodem en bepaalde via drukmetingen een diepte van 10.913 ± 5 m. Het onderzoeksschip Takuyo van de Japanse Hydrografische Dienst onderzocht in 1984 het hele gebied van de Challengerdiepte en stelde vast dat er daarbinnen weer drie extra diepe plaatsen zijn te onderscheiden, waarvan de meest oostelijke met ongeveer 10.914 m de diepste is. Later onderzoek door het eveneens Japanse onderzoeksschip Kairei kwam  voor dit laatste punt uit op 10.920 ± 5 m. Na het Five Deeps-project wordt in 2021 een nieuw wetenschappelijk rapport gepubliceerd in het Geoscience Data Journal. De Challengerdiepte tussen Japan en Papoea-Nieuw-Guinea blijft het diepste punt met 10.925 ± 4 m.

## Ligging
De Challengerdiepte bevindt zich aan de zuidwestelijke punt van de Marianentrog, dicht bij de Marianen-eilanden en ruim 300 kilometer van het eiland Guam. Het dichtstbijzijnde land is het eiland Fais in het noordwesten van de Carolinen. De Marianentrog is ontstaan doordat de Pacifische Plaat hier onder de Filipijnse Plaat schuift. Volgens onderzoekers zou dit deel van de trog zo diep zijn doordat de Pacifische Plaat hier wat smaller en buigzamer is en daardoor veel scherper naar beneden buigt.
In de buurt komt veel seismische activiteit voor. Wetenschappers vermoeden dat ze sommige seismische activiteiten kunnen voorspellen  door aangepaste robots in de trog te laten afdalen.